# Крістоф Жугон
Крістоф Жугон (фр. Christophe Jougon, нар. 10 липня 1995) — мартиніканський і французький футболіст, півзахисник клубу «Клуб Францискен» і національної збірної Мартиніки.

## Клубна кар'єра
У дорослому футболі дебютував 2011 року виступами за команду клубу «Воклінуаз», в якій провів один сезон. 
Своєю грою за цю команду привернув увагу представників тренерського штабу клубу «Марінуаз», до складу якого приєднався 2012 року і де провів наступні три сезони своєї ігрової кар'єри.
До складу клубу «Клуб Францискен» приєднався 2015 року.

## Виступи за збірну
2014 року дебютував в офіційних матчах у складі національної збірної Мартиніки. Наразі провів у формі головної команди країни 14 матчів.
У складі збірної був учасником розіграшу Золотого кубка КОНКАКАФ 2017 року у США.